# Adams Brothers Manufacturing Company
Die Firma Adams Brothers Manufacturing Company mit Sitz in Findlay im US-Bundesstaat Ohio stellte von 1910 bis 1915 Ein- bis 2,5-Tonnen-Lastkraftwagen mit zunächst Zwei- und ab 1911 auch mit Vierzylindermotoren und Kardanantrieb unter dem Markennamen Adams her. Im Jahr 1916 erfolgte unter dem Firmennamen Adams Truck, Foundry & Machine Company am gleichen Firmensitz eine kurze Wiederbelebung.